# Podogymnura
Podogymnura is een geslacht van zoogdieren uit de familie van de egels (Erinaceidae). De wetenschappelijke naam van het geslacht werd in 1905 gepubliceerd door Edgar Mearns.

## Kenmerken
Dit geslacht komt in een aantal kenmerken overeen met Echinosorex, maar verschilt daar ook sterk van. De tweede bovenvoortand (I2) is groter dan de derde (I3). De eerste bovenhoektand (C1) is vergroot, de eerste onderhoektand (c1) ook. De derde valse kies (P3) is niet verkleind. Er is een ondervacht aanwezig.

## Verspreiding
Deze soort komt voor op de Filipijnse eilanden Dinagat, Bucas Grande en Mindanao. 

## Soorten
Er worden 4 soorten in dit geslacht geplaatst:
- Podogymnura aureospinula Heaney & Morgan, 1982
- Podogymnura intermedia Balete et al., 2023
- Podogymnura minima Sanborn, 1953
- Podogymnura truei Mearns, 1905 – Filipijnse haaregel